# Christoph von Degenfeld (Vogt)
Christoph von Degenfeld (* 1535; † 10. Mai 1604 in Stuttgart) war Obervogt in Göppingen und Blaubeuren und württembergischer Oberstlandhofmeister.

## Leben
Er war der Sohn des Göppinger Obervogts Martin von Degenfeld (1500–1557) und der Ursula von Plieningen († 1570). Er folgte 1560 dem Vater ins Amt des Obervogts von Göppingen, das er bis 1570 bekleidete. Ab 1576 war er württembergischer Haushofmeister.
1580 erwarb er für 4166 Gulden und 40 Kreuzer das Lehensrecht am württembergischen Schloss Neuhaus und der württembergischen Hälfte des Ortes Ehrstädt, womit er am 25. Oktober 1580 von Herzog Ludwig belehnt wurde. Für 2500 Gulden erwarb er außerdem 1582 das wormsische Lehen der anderen Hälfte von Ehrstädt.
1586 wurde er Obervogt von Blaubeuren. Ab etwa jener Zeit ließ er das Schloss Neuhaus umfassend erneuern. Vermutlich kümmerte sich sein Sohn Johann Christoph I. um die Baulichkeiten, der von 1587 bis 1589 am württembergischen Hof war, aber danach keine weiteren Hofämter erhielt, während der Vater 1591 oberster Kämmerer und Hofrat wurde und zuletzt das Amt des Oberstlandhofmeisters bekleidete. Nach Fertigstellung von Schloss Neuhaus verkaufte die Familie den alten Stammsitz Burg Degenfeld 1597 an die württembergischen Herzöge. Mit Burg und Schloss Eybach sowie Schloss Neuhaus verfügte die Familie über drei stattliche Herrensitze. Christophs Söhne teilten den Besitz nach dem Tod des Vaters unter sich auf und begründeten die Linien Eybach und Neuhaus.
Die Amtsführung Degenfelds war umstritten. Er galt als streitsüchtig und hat sich in württembergischen Diensten wohl auch durch Stellenhandel bereichert, wofür später der Sohn Johann Christoph büßen musste, dem man von württembergischer Seite lange die Einsetzung in die Lehen des verstorbenen Vaters verweigerte.
Er wurde gemäß seinem Epitaph in der Stuttgarter Hospitalkirche in Hoheneybach begraben.

## Familie
Er war verheiratet mit Barbara von Stammheim, der Tochter von Reinhardt von Stammheim und der Margareta Laub von Weitershausen.
Nach dem Tod seines Schwagers Hans Wolff von Stammheim war die Familie von Stammheim im Mannesstamm ausgestorben. Christoph von Degenfeld beantragte daher die Vereinigung des alten Degenfeldschen mit dem Stammheimschen Wappen, was ihm 1589 bewilligt wurde. Sein Sohn Johann Christoph I. heiratete die Witwe des verstorbenen Schwagers.
Der Ehe mit Barbara von Stammheim entstammten zwei Söhne und vier Töchter:
- Johann Christoph I. (1563–1613) ⚭ Barbara von Reischach, begründeten Linie Degenfeld-Neuhaus (1921 im Mannesstamm erloschen)
- Konrad († 1600) ⚭ Margareta von Zyllnhardt, begründeten die Linie Eybach (spätere gräfliche Linie Degenfeld-Schonburg, besteht bis in die Gegenwart)
- Anna († 1590), Äbtissin im Damenstift Oberstenfeld
- Magdalena (1570–1606), blieb ledig
- Maria († nach 1599) ⚭ Conrad von Rosenberg, N. von Haugwitz
- Margareta Anna († 1642) ⚭ Conrad Ludwig Thumb von Neuburg († 1601), Wilhelm VII. Adelmann von Adelmannsfelden